# Frank Kimbrough
Frank Marshall Kimbrough (* 2. November 1956 in Roxboro, North Carolina; † 30. Dezember 2020 in New York City, New York) war ein Pianist des Modern Jazz, der von Allmusic wegen seiner individuellen Spielweise herausgestellt wird.

## Leben und Wirken
Kimbrough entstammte einer musikalischen Familie. Seine Mutter Katie Lee Kimbrough geb. Currin war Klavierlehrerin, sein Vater war Florist. Nachdem er bereits vierjährig mit dem Klavierspielen begonnen hatte, erhielt er ab dem siebten Lebensjahr Klavierunterricht. Nachdem er das College abbrach, spielte er zunächst in Kirchen und mit lokalen Gruppen. 1980 zog er nach Washington, D.C., wo er ein eigenes Trio leitete und mit Webster Young und Buck Hill auftrat. Im folgenden Jahr übersiedelte er nach New York City, wo er 1986 sein erstes Album (noch auf Cassette) veröffentlichte. 1992 war er mit Ben Allison Gründungsmitglied des Jazz Composers Collective. Neben Allison leitete er seit 1994 The Herbie Nichols Project. Außer mit seinem Trio trat er auch mit seiner Band Noumena auf, zu der Ben Monder, Scott Robinson und Tony Moreno gehörten; insgesamt veröffentlichte er 16 Alben unter seinem eigenen Namen, etwa Dr. Cyclops’ Dream (1999) oder Lullabluebye (2004). 2008 veröffentlichte er mit Air ein Soloalbum. 2016 legte er das von der Kritik gefeierte Trioalbum Solstice vor. Auf Monk’s Dreams (2018) nahm er mit einem Quartett alle 70 Kompositionen von Thelonious Monk auf.
Ab 1990 arbeitete Kimbrough zudem mit Ted Nash. Er spielte auch mit Paul Murphy, mit Diane Hubka und mit Kendra Shank. Ab 1994 gehörte er zum Maria Schneider Jazz Orchestra. 2011 wirkte er bei Ryan Truesdells Centennial – Newly Discovered Works of Gil Evans mit. Im Bereich des Jazz war er laut Tom Lord zwischen 1988 und 2019 an 89 Aufnahmesessions beteiligt, zuletzt zu hören auf Maria Schneiders Album Data Lords (2020).
Kimbrough lehrte ab den 1990er Jahren an der New York University. 2008 erhielt er eine Professur an der Juilliard School of Music.
1985 gewann er die Great American Jazz Piano Competition. Nach Ansicht von Michael J. West fühlte er sich in jedem Jazzstil wohl und war in der Lage, blitzschnell von blockigen und dissonanten Clustern zu ätherisch-feinem Spiel mit tadellosem Anschlag zu wechseln. 
Frank Kimbrough starb am 30. Dezember 2020 in seinem Zuhause in Long Island City im New Yorker Stadtteil Queens, vermutlich an einem Herzinfarkt.

## Diskographie
- Lonely Woman (Mapleshade Records, 1988)
- Dr. Cyclop's Dream (Soul Note, 1999)
- Frank Kimbrough/Joe Locke: The Willow (1999, mit Tim Ries, Jeff Ballard)
- Quickening (Omnitone, 2003)
- Lullabluebye (Palmetto, 2004)
- Play (2006, mit Masa Kamaguchi, Paul Motian)
- Rumors (Palmetto, 2011)[4]
- Live at Kitano (Palmetto, 2012)
- Monk’s Dreams: The Complete Compositions of Thelonious Sphere Monk (Sunnyside, 2019, mit Scott Robinson, Rufus Reid und Billy Drummond)
- The Call (Sunnyside, 2025)

## Lexikalischer Eintrag
- Leonard Feather, Ira Gitler: The Biographical Encyclopedia of Jazz. Oxford University Press, New York 1999, ISBN 0-19-532000-X.